# 사정봉
사정봉(중국어: 謝霆鋒, 병음: Xiè Tíng fēng, 광둥어: Tse Ting fung, 영어: Nicholas Tse 니콜라스 체[*], 1980년 8월 29일 ~ )은 홍콩의 가수, 배우, 작곡가이다.

## 가족관계
아버지는 배우 사현(謝賢), 어머니는 모델 출신의 적파랍(狄波拉)이다. 이 때문에 어릴 때부터 대중매체의 과도한 관심을 받게 되었고 온 가족이 캐나다로 이민을 가기도 했다. 배우자는 장백지로, 영화 '무극'으로 인해 재결합하여 지인들만 참석한 가운데 필리핀에서 비밀리에 결혼하였다. 현재 슬하에 아들 루카스(謝振軒)와 퀸터스(謝振南)가 있다. 2006년 장백지와 결혼했다. 그러나 장백지가 사정봉의 둘째 아이를 임신 중이던 2008년 홍콩 배우 진관희와의 섹스 스캔들이 불거지며 합의 별거했다. 이후 두 사람은 성격과 생활 방식의 차이를 이유로 2011년 6월 14일 이혼했다.

## 음반
- 정규앨범
  - My Attitude (Album, 광동어) (1997년)
  - Horizons (Album, 광동어) (1998년)
  - Believe (Album, 광동어) (1999년)
  - 謝謝你的愛1999 (Album, 국어) (1999년)
  - 영거리(零距離) (Album, 광동어) (2000년)
  - 료해(了解) (Album, 국어) (2000년)
  - VIVA (Album, 광동어) (2000년)
  - 옥호접(玉蝴蝶) (Album, 광동어) (2001년)
  - 세기예언(世紀預言) (Album, 국어) (2001년)
  - ME (Album, 광동어) (2002년)
  - Reborn (Album, 광동어) (2003년)
  - Listen Up (Album, 국어 / 광동어) (2004년)
  - One Inch Closer (Album, 광동어) (2005년)
  - 석방(釋放) (Album, 국어) (2005년)
  - 최후(最後) (Album, 국어) (2009년)

- 비정규앨범
  - 무성방유성(無聲仿有聲) (EP, 광동어) (1997년)
  - 말세기적호성(末世紀的呼聲) (EP, 광동어) (1999년)
  - Most Wanted (Best, 광동어) (1999년)
  - 20 Twenty - Best Selection by Nicholas Tse (Best, 광동어 / 국어) (2000년)
  - 사정봉창작기념대설(謝霆鋒創作紀念大碟)Senses (Best, 광동어 / 국어) (2001년)
  - 무형적타(無形的他)Invisible (Best, 국어) (2002년)
  - 황, 봉(黃, 鋒) (New +Best, 광동어 / 국어) (2005년)
  - 무망아(毋忘我) (10th New +Best, 광동어 / 국어) (2006년)

## 주요 작품
- 영화
  - 신 고혹자 소년 격투편(少年古惑仔之激鬥編, Young and Dangerous: The Prequel) (1998년)
  - 중화영웅(中華英雄, A Man Called Hero) (1999년)
  - 젠 엑스 캅(Gen-X Cops) (1999년)
  - 순류역류(順流逆流, Time And Tide) (2000년)
  - 십이야(十二夜, Twelve Nights) (2000년) (우정출연)
  - 2002(異靈靈異, 2002) (2001년)
  - 신찰사형(新紮師兄之靑年干探, Moving Targets) (2004년)
  - 삼장법사의 모험(情癲大聖, A Chinese Tall Story) (2005년)
  - 뉴 폴리스 스토리(新警察故事, New Police Story) (2005년)
  - 무극(無極, The Promise) (2005년)
  - 용호문(龍虎門, Dragon Tiger Gate) (2006년)
  - 비스트 스토커(證人, The Beast Stalker) (2008년)
  - 8인: 최후의 결사단(十月圍城, Bodyguards and Assassins) (2009년) - 인력거꾼 역
  - 주윤발의 도성풍운 (賭城風雲, From Vegas to Macau) (2013년)
  - 미스터 쉐프 (壞姐姐之拆婚聯盟, Cook Up A Storm) (2016년) - 고천기 역
  - 경심파 (驚心破, Heartfall Arises) (2016년)
  - 귀엽거나 미치거나 (那件瘋狂的小事叫愛情, I Love That Crazy Little Thing) (2016년)
  - 대폭격 (大轰炸, Air Strike) (2018년)
  - 레이징 파이어 (怒火, Raging Fire) (2021년) - 추강야오 역
  - 해관전선 (Customs Frontline) (2024년) - 차우칭라이 역

- 드라마
  - 소어아와 화무결(小魚兒與花無缺, Amazing Twins aka Handsome Siblings) (2005년)
  - 대인물(大人物, Big Shot) (2007년)
  - 원표의 영춘권(詠春, Wing Chun) (2007년)
  - 완화세검록(浣花洗劍錄, The Spirit and the Sword) (2008년)

## 기타
2005년 해피투게더 '쟁반 노래방'에 게스트로 출연했던 타블로가 학창시절 사정봉과의 인연을 공개해 눈길을 주었다.
타블로는 최근에 황금어장의 '무릎팍 도사' 에서도 사정봉에 관한 언급을 해 다시 한 번 화제가 되기도 했다.
한편 지난 2008년 동료 진관희 성관계 사진 유출 파문에 장백지가 연루되어 두 사람 사이에 여러 가지 루머가 돌았지만 사정봉은 변함없이 장백지를 지지하였다.